# 프란시스코 로페스 알파로
프란시스코 하비에르 로페스 알파로(스페인어: Francisco Javier López Alfaro, 1962년 11월 1일, 안달루시아 지방 오수나 ~)는 줄여서 프란시스코(스페인어: Francisco)로 알려진 스페인의 전 축구 중앙 미드필더이자 감독이다.

## 클럽 경력
프란시스코는 안달루시아 지방 세비야 주 오수나 사람이다. 현역 시절, 그는 연고지 세비야와 에스파뇰에서 활약했는데, 총 436번의 라 리가 경기에 출전하였다. 그는 프로 1년차를 20경기 출전으로 마쳤는데, 출전한 경기는 모두 선발로 나섰고, 1골도 넣어 세비야가 7위의 성적을 내는 데에 일조하였다.
1992-93 시즌, 프란시스코는 카탈루냐 연고 구단 소속으로 1부 리그에서 강등 당하는 쓴맛을 보았으나, 이듬해 승격을 이룩하였고, 상시 1군의 주축 선수로 활약하였다. 1996-97 시즌 종료 후, 그는 거의 35세가 되어서 현역에서 은퇴하였다.

## 국가대표팀 경력
프란시스코는 스페인 국가대표팀 경기에 20번 출전하여 1골을 넣었고, UEFA 유로 1984와 1986년 FIFA 월드컵에 자국을 대표로 참가하였다. 그의 첫 국가대표팀 경기는 1982년 10월 27일, 아이슬랜드와의 전자 대회 예선전 경기로, 1-0으로 이겼다.

### 국가대표팀 득점 기록
| #  | 날짜            | 경기장                | 상대   | 점수 | 결과 | 대회     |
| -- | --------------- | --------------------- | ------ | ---- | ---- | -------- |
| 1. | 1986년 9월 24일 | 스페인 히혼 엘 몰리논 | 그리스 | 2–0  | 3–1  | 친선경기 |

## 감독 경력
프란시스코는 은퇴 후 에스파뇰의 유소년부 감독으로 일을 시작하였고, 이후 코리아, 하엔, 엑스트레마두라, 피게레스를 거쳐 1부 리그의 누만시아 감독을 역임하였지만, 2004-05 시즌에 10경기 만을 지휘하고 해임되었고, 해당 시즌은 강등으로 끝났다. 2006년 7월, 그는 세군다 디비시온 B의 바달로나 지휘봉을 잡았다.
2008-09 시즌 중도에 프란시스코는 3부 리그의 아틀레티코 발레아레스 감독직에서 해임되었다. 이후, 그는 테르세라 디비시온의 세비야 3군 감독이 되었다.

## 수상

### 클럽
에스파뇰
- 세군다 디비시온: 1993–94